# Alexandre Dvornikov
Alexandre Vladimirovitch Dvornikov (en russe : Александр Владимирович Дворников), né le 22 août 1961 à Oussouriisk, est un général d'armée de l'Armée de terre russe. Il est décoré du titre de héros de la fédération de Russie, mais est aussi accusé par la presse occidentale de crimes de guerre,. Depuis le 20 septembre 2016, il est commandant des forces du district militaire du Sud. En avril 2022, il est nommé en plus à la tête des opérations militaires de l'invasion de l'Ukraine par la Russie en 2022, dite « opération militaire spéciale » ; il en est démis début juin.

## Biographie
En 1979, il rejoint l'Armée soviétique. Diplômé de l'académie militaire Frounzé en 1991, Dvornikov est déployé dans le Groupe des forces soviétiques en Allemagne.
De 1992 à 1994, le major Dvornikov commande le 154e bataillon de la 6e brigade de fusiliers motorisés de la Garde. De 1995 à 2000, il est chef d'état-major d'un régiment du district militaire de Moscou. De 2000 à 2003, Dvornikov, promu colonel, est déployé dans le district militaire du Caucase du Nord.
En 2005, il est diplômé de l'Académie militaire de l'état-major général des Forces armées de la fédération de Russie, après quoi il devient chef d'état-major de la 36e armée dans le district militaire de Sibérie. De 2008 à 2010, Dvornikov, au rang de major-général, commande la 5e armée dans le district militaire d'Extrême-Orient. De 2011 à 2012, il est commandant adjoint du district militaire est. Le 13 décembre 2012, Dvornikov est promu lieutenant-général. De 2012 à 2015, il est le premier commandant adjoint du district militaire central. Le 13 décembre 2014, il est promu colonel-général.

## Opérations

### Syrie
De septembre 2015 à juin 2016, il commande les troupes russes en Syrie, jusqu'à ce qu'il soit remplacé par Alexandre Jouravliov. Il y a acquis une réputation de cruauté envers les populations civiles selon la presse américaine. Les Forces aérospatiales russes ont effectué plus de 9 000 vols sous son commandement, d'appui tactique aux troupes, mais aussi de bombardement sur des civils. Le 17 mars 2016, Dvornikov reçoit le titre de héros de la fédération de Russie. Depuis le 20 septembre 2016, il commande les forces du district militaire du Sud. Par décret de Vladimir Poutine, Dvornikov est promu au rang de général d'armée le 23 juin 2020.

### Ukraine
En avril 2022, il est nommé à la tête des opérations militaires de l'invasion de l'Ukraine par la Russie. Selon la BBC, qui rapporte les propos d'un officiel occidental anonyme, ce remaniement du commandement des forces armées russes en Ukraine vise à améliorer la coordination entre les différentes unités, alors que les différents groupes de l'armée russe étaient jusque là organisés et commandés de façon séparée,. À peine nommé, le général Dvornikov est accusé par la presse occidentale d'un nouveau crime de guerre, le bombardement de la gare de Kramatorsk, que la Russie attribue quant à elle à un missile balistique Totchka-U de provenance ukrainienne. En juin 2022, Dvornikov est remplacé à la tête des forces russes en Ukraine par le général Guennadi Jidko,.